# Comparettia seegeri
Comparettia seegeri är en orkidéart som först beskrevs av Senghas, Leferenz och Irene Bock, och fick sitt nu gällande namn av Mark W. Chase och N.H.Willi. Comparettia seegeri ingår i släktet Comparettia, och familjen orkidéer.
Artens utbredningsområde är Bolivia. Inga underarter finns listade i Catalogue of Life.